# ハタケニラ

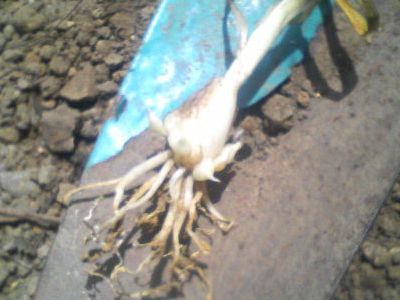
ハタケニラの地下茎部。周囲に複数の小さな粒（鱗茎）が確認できる。

ハタケニラ（畑韮、学名：Nothoscordum gracile）はネギ亜科ハタケニラ属の常緑多年草である。名前に「ニラ（韮）」とある通りニラに似るが、別種である。
日本では荒地や農地、舗装路の裂け目などでよく発生する雑草であるが、元は北アメリカ原産の帰化植物である。明治時代中期辺りに園芸用として持ち込まれたものが野生化したとされる。

## 特徴
葉は細長く扁平状。
5-6月頃に小さな白い花を咲かせる。散形花序で、5-10個前後を同時につける。花びらは6枚で、主につぼみの時には赤みを帯びることがある。開いた花びらの外側に褐色の筋が入る。
本種は花から種子を形成する他に、地下茎に鱗茎を形成し、繁殖する。特に鱗茎による繁殖力は驚異的であり、しばしば害草として扱われる（#繁殖力と駆除も参照）。

## 繁殖力と駆除
本種は繁殖力が非常に強く、一端侵入を許すと駆除は困難となる。その主な原因は、地下茎に大量の鱗茎を形成することにある。この鱗茎1つ1つから容易に再生し数を増やすため、雑草として処理する際にはこれを全て回収しなければ、いずれ再生することになる（地上部を刈り取っても意味が無い）。また、この鱗茎は1粒が小さくポロポロとこぼれやすいので除去の際に飛び散りやすく、下手に除去しようとすると大繁殖を許してしまうことになる。
こうした性質から、特に農地での影響は深刻であり、農業に従事する者からは強害草として忌み嫌われる。